# Music Frees Our Souls Vol. 1
Music Frees Our Souls Vol. 1 ist ein Jazzalbum von Francisco Mela mit Matthew Shipp und William Parker. Die am 13. November 2020 im Douglass Recording Studio, Brooklyn, entstandenen Aufnahmen erschienen am 17. September 2021 auf 577 Records.

## Hintergrund
Francisco Mela hatte zuvor unter anderem mit den Pianisten Aruán Ortiz, Kenny Barron und Leo Genovese aufgenommen; Music Frees Our Souls Vol. 1 ist die erste Folge einer Reihe von Produktionen des Schlagzeugers, die McCoy Tyners „unauslöschlichem kreativen Einfluss huldigt“. In der ersten Folge spielt Mela mit William Parker am Bass und Matthew Shipp am Piano. Die Reihe soll mit Parker am Bass, aber mit unterschiedlichen Pianisten fortgesetzt werden.
Mela erinnert sich in den Liner Notes an einen Auftritt im New Yorker Blue Note mit McCoy Tyner, als an einem bestimmten Abend Cecil Taylor in den Club kam, um McCoy Tyners Trio zu hören. Tyner und Taylor unterhielten sich, und danach kehrte Tyner hinter die Bühne zurück und vertraute Mela sanft an: „Ich wünschte, ich wäre so frei. Wir spielen Musik, um unsere Seelen zu befreien.“ Ebenso ermutigte Tyner den jungen Mela, seinen sich erweiternden Interessen nachzugehen, und inspirierte ihn, stets Experimente und musikalische Freiheit zuzulassen.

## Titelliste
- Francisco Mela feat. Matthew Shipp and William Parker: Music Frees Our Souls Vol. 1 (577 Records 5858-1)[1]

1. Light of Mind 20:14
2. Dark Light 3:51
3. Infinite Consciousness 17:16

Die Kompositionen stammen von Francisco Mela, Matthew Shipp und William Parker.

## Rezeption
Nach Ansicht von John Sharpe, der das Album in All About Jazz rezensierte, stellt sich immer die Frage, ob man „folgen oder führen soll“, wenn man sich einer so langjährigen Partnerschaft anschließt wie im Falle bei Parker und Shipp, doch Francisco Mela sei bei den drei Stücken der Session beides gelungen. Es sei Mela, der auf dem abschließenden „Infinite Consciousness“ glänze, indem er das Stück alleine mit einem „Sperrfeuer simultaner Linien“ beginnt und dann auf halbem Weg eine Pause einlegt, in der sein abgehackter, freier Groove an Hamid Drake in seiner Pracht erinnere. Das sei schließlich der Anstoß für Parker und Shipp, in lockerer Synkopierung zu einem der Highlights des Albums einzustimmen, das Lust auf mehr von diesem einfühlsamen Trio mache.

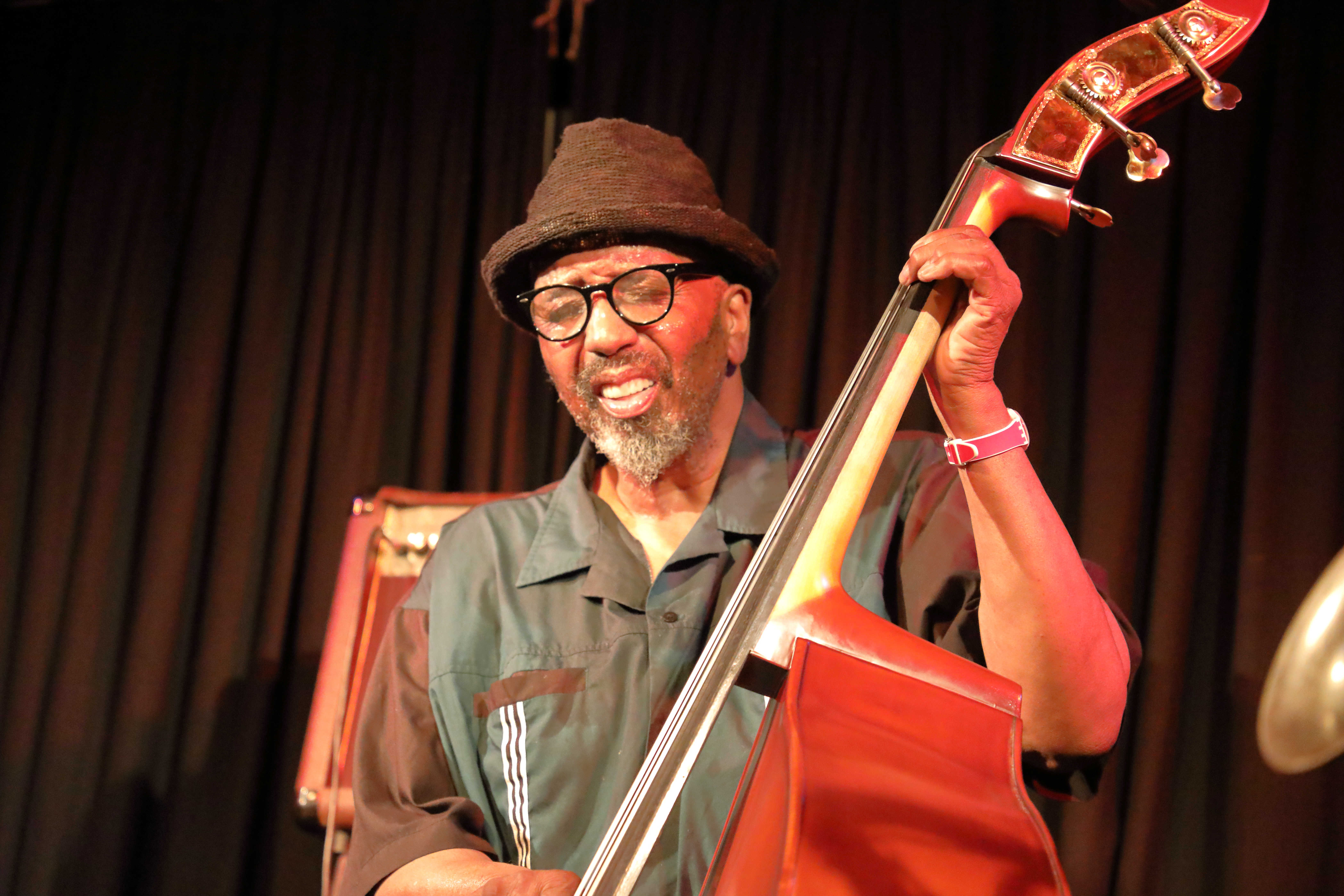
William Parker bei einem Auftritt im Club W71 Weikersheim 2019

Britt Robson meinte in JazzTimes, das Album bringe mit Schlagzeuger Francisco Mela und der Erinnerung an dessen Mentor McCoy Tyner zwei neue Variablen in die Shipp/Parker-Dynamik. Der Pianist dominiere die ersten Minuten des 20-minütigen Openers „Light of Mind“ mit einer größeren Betonung als sonst von Tyners Stilmerkmalen wie höhlenartiges Rumpeln mit der linken Hand und stachelige, galoppierende Phrasen. Mela spiele aufdringlicher als Dickey, und Parker sei damit zufrieden, seine Zeit abzuwarten (und zu behalten), bis er gegen Ende des Stücks zum Bogenspiel ansetze. Nach dem vierminütigen „Dark Light“ endet die Aufnahme mit einer weiteren ausgedehnten Kollektivimprovisation, „Infinite Consciousness“, dem klaren Höhepunkt der Session, bei dem das Trio die richtige Balance von Raum und Dichte erreicht, um in kollektiver Gemeinschaft „frei“ zu spielen.
Philip Freeman verlieh dem Album im Down Beat viereinhalb Sterne und schrieb, Melas Herangehensweise an Rhythmen sei äußerst anspruchsvoll, dabei aber sehr swingend, wobei er Ideen aus der gesamten lateinamerikanischen Diaspora einbeziehe und gleichzeitig Bebop und Fusion Tribut zolle. Dies ist eine Free-Jazz-Piano-Trio-Session mit einer überraschenden Sanftheit im Herzen, so der Autor. Oberflächlich betrachtet mag es manche Zuhörer an Shipps 1996 erschienenes Album Prism  mit William Parker und dem Schlagzeuger Whit Dickey erinnern. Wie auf diesem Album erlaube der hüpfende Rhythmus Shipps grollendem, klirrendem Klavier, die Musik zu verankern, während Parkers Bass als zen-artige, moderierende Stimme fungiere. Aber Melas Solo-Einleitung zu „Infinite Consciousness“ sei von explosiver Kraft, und im weiteren Verlauf des Stücks lasse er eine Bombe nach der anderen platzen.